# جيم ويليامسون
جيم ويليامسون (بالإنجليزية: Jim Williamson)‏ (16 يونيو 1926 في المملكة المتحدة - ) هو لاعب كرة قدم بريطاني في مركز مهاجم داخلي. لعب مع نادي ترانمير روفرز لكرة القدم.

## وصلات خارجية
- جيم ويليامسون على موقع قاعدة بيانات كرة القدم.إي يو (الإنجليزية)